# Hàm thuần nhất
Trong toán học, một hàm thuần nhất (tiếng Anh: Homgeneous function) là một hàm nhiều biến thỏa mãn tính chất: Nếu mỗi biến trong hàm được nhân với cùng một hệ số, khi đó giá trị của hàm số được nhân lên hệ số mũ nào đó, và số mũ này được gọi là độ thuần nhất, hoặc đơn giản là độ. Hay nói cách khác, nếu k là một số nguyên, hàm số f gồm n biến là thuần nhất độ k nếu
{\displaystyle f(sx_{1},\ldots ,sx_{n})=s^{k}f(x_{1},\ldots ,x_{n})}
với mọi {\displaystyle x_{1},\ldots ,x_{n},} và {\displaystyle s\neq 0.}